# Шомица (приток Суды)
Шомица — река, протекающая по территории Борисовского сельского поселения Бабаевского района Вологодской области России, левый приток Суды.
Берёт исток в болотистой ненаселённой местности на севере Борисовского сельского поселения, течёт на юг и через 1 км после деревень Верхняя Шома и Горбово впадает в Суду в 167 км от её устья. Длина реки составляет 22 км, площадь водосборного бассейна — 93,1 км². Крупных притоков нет.

## Данные водного реестра
По данным государственного водного реестра России относится к Верхневолжскому бассейновому округу, водохозяйственный участок реки — Суда от истока и до устья, речной подбассейн реки — Реки бассейна Рыбинского водохранилища. Речной бассейн реки — (Верхняя) Волга до Куйбышевского водохранилища (без бассейна Оки).
Код объекта в государственном водном реестре — 08010200212110000007524.